# Темистоклис Мумулидис
Темистоклѝс Стаматѝу Мумулѝдис (на гръцки: Θεμιστοκλής Σταματίου Μουμουλίδης) е гръцки сценарист, режисьор, политик от Коалицията на радикалната левица (СИРИЗА), депутат в Гръцкия парламент от септември 2015 година.

## Биография
Роден е на 9 декември 1957 година в македонското градче Кайляри (Птолемаида), Гърция. Израства в Солун. Учи икономика в Пирейското висше индустриално училище, кинематография и театър в Атина, Париж и София. Режисьор е на над сто пиеси. Работи с различни общински театри, с Държавния театър на Северна Гърция, с Гръцката национална опера, с Атинската концертна зала, Гръцкия фестивал, както и Свободния театър. Артистичен директор е на Фестивала „Байрон“ (1987 – 1994), на общинския театър във Волос (1995 – 1999) и този в Патра (1999 – 2007). Режисира два късометражни филма и един телевизионен филм. Автор е самостоятелно и в сътрудничество на няколко сценария. Превел е над 15 театрални пиеси.
Мумулидис е ръководител на кайлярския комитет на СИРИЗА. Кандидат е от СИРИЗА за областен управител (перифериарх) на Западна Македония през 2014 година, както и кандидат за депутат на изборите от януари 2015 година. Избран е от СИРИЗА за депутат от избирателен район Кожани на изборите през септември 2015 година.